# Jacques Lavalleye
Jacques Lavalleye est un historien de l’art belge spécialiste de la peinture flamande, né à Saint-Josse-ten-Noode le 3 septembre 1900 et décédé à Bruxelles le 14 août 1974.

## Carrière scientifique et académique
A l’issue de la première guerre mondiale, Jacques Lavalleye entame des études d’histoire à l’Université catholique de Louvain et obtient le titre de Docteur en Philosophie et Lettres en 1922. Après son service militaire, il devient archiviste-paléographe aux Archives Générales du Royaume à Bruxelles (1924-1929), puis, à partir de 1929, attaché aux Musées royaux des Beaux-Arts de Bruxelles. Parallèlement, il fait un séjour à Rome et à Urbino, reprend des études d’archéologie et d’histoire de l’art à l’université de Louvain, et obtient dans cette discipline encore neuve du cursus universitaire un deuxième titre de Docteur en 1936, avec une thèse sur Juste de Gand, peintre de Frédéric de Montefeltre.   
En 1937, il est nommé maître de conférences à l’Université de Louvain. Sous-officier durant la campagne des dix-huit jours, puis prisonnier de guerre, il reprend son enseignement sous l’occupation en 1942, et est nommé professeur ordinaire à la libération. Avec ses contemporains Franz De Ruyt et Paul Naster, il joue un rôle déterminant dans l’organisation des études d’archéologie et d’histoire de l’art à l’Université de Louvain, cursus initié, une génération auparavant, par un autre trio formé par les professeurs Maere, Lemaire et Mayence. Elu doyen de la Faculté de Philosophie et Lettres, il démissionne de cette fonction en 1965 pour protester contre la scission de l’Université de Louvain en deux ailes linguistiques. 
Juste avant d’être admis à l’éméritat (1970), il est élu en 1969 au Comité international d’histoire de l’art, à Paris, et Secrétaire perpétuel de l’Académie royale de Belgique.

## Apport à l’histoire de l’art
Jacques Lavalleye est l’initiateur et le promoteur d’un corpus de la peinture des anciens Pays-Bas méridionaux, et est lui-même l’auteur d’un important  Répertoire des peintures flamandes des XVe et XVI siècles conservées en Espagne, ainsi que d’une étude sur les peintures flamandes du palais d’Urbino. Pédagogue influent, auteur d’une Introduction aux études d’archéologie et d’histoire de l’art, il compte parmi ses élèves plusieurs historiens de l’art de renom, dont Roger Van Schoute et Ignace Vandevivere, ainsi que l'essayiste Simon Leys (alias Pierre Ryckmans).